# 田中光学
田中光学（たなかこうがく、Tanaka Optical Company Ltd. ）はかつて日本に存在したカメラメーカー。元はシネ用レンズやアクセサリー、ライカ用アクセサリーを主に製造する会社であったが1953年（昭和28年）にコピーライカのタナックを発売してカメラメーカーとなったが1959年（昭和34年）に倒産した。

## 製品一覧

### タナックシリーズボディー
135フィルムを使用し24×36mm（ライカ）判のレンジファインダーカメラ。ライカマウントによりレンズ交換可能。
- タナックIIC（Tanack IIC 、1953年（昭和28年）発売） - 装着レンズはタナー50mmF3.5。シンクロはFP接点のみ。シャッター速度はB、1/20-1/500秒。裏蓋は蝶番で横に開く方式。ファインダーと距離計の窓が隣り合わせになっており迅速にピント合わせが可能。
- タナックIIIC（Tanack IIIC 、1953年（昭和28年）発売） - タナー50mmF2.8を装着する以外タナックIICと全く同一。
- タナックIIF（Tanack IIF 、1954年（昭和29年）3月発売） - 装着レンズはタナー50mmF3.5。シャッター速度はT、B、1-1/500秒。
- タナックIIIF（Tanack IIIF 、1954年（昭和29年）3月発売） - タナー50mmF2.8を装着する以外タナックIIFと全く同一。
- タナックIIIS（Tanack IIIS 、1954年（昭和29年）8月発売） - シンクロにX接点追加。軍艦カバーがボディーと一体になっている。
- タナックIVS（Tanack IVS 、1955年（昭和30年）2月発売） - 吊輪用の金具を装備した。
- タナックSD（Tanack SD 、1957年（昭和32年）7月発売） - 外観がニコンS2そっくりになっている。生産数はごく少数。パララックス自動補正、ファインダーは等倍、フレームはアルバダ式、距離計が組み込まれている。レバー巻き上げ、クランク巻き戻し。裏蓋が底蓋と一体で着脱可能。セルフタイマー装備。シャッター速度は倍数系列でT、B、1-1/1000秒。
- タナックV3（Tanack V3 、1958年（昭和33年）12月発売） - 専用バヨネットマウントであるが専用バヨネットマウントレンズは発売されず、全数がライカマウントアダプターを介してライカマウントレンズを装着して販売された。ファインダーはアルバダ式フレームが入っているがパララックスは自動補正されず修正マークのみ。シャッター速度はT、B、1-1/500秒。裏蓋は蝶番で横に開く方式に戻されている。

```
*
タナックMF
（
Tanack MF
 ）-
```

VPの試作機と思われる。50/100/135mmのブライトフレームを搭載。フレーム全体はV-3に類似しているが、機能的な面からVPの試作機と思われる。
シャッター速度は倍数系列でT、B、1-1/1000秒。
標準レンズはTanar 50mm f1.9 マウントは通常のライカL39マウント
```
*
タナックVP
（
Tanack VP
 ）- 発表と正式発売をする前に会社が倒産し、現物だけが市場に出回った。ファインダーはブライトフレームだがパララックス自動補正はされない。一般のライカマウントに戻されている。シャッター速度は倍数系列でT、B、1-1/500秒。それ以外はほぼ
タナックV3
と同様。
```

### タナックシリーズ用レンズ
ライカマウントレンズの一覧#田中光学参照のこと。